# Cladonia substellata
Cladonia substellata är en lavart som beskrevs av Vain. Cladonia substellata ingår i släktet Cladonia och familjen Cladoniaceae.   Inga underarter finns listade i Catalogue of Life.